# Big Rock (Iowa)
Big Rock es un lugar designado por el censo ubicado en el condado de Scott en el estado estadounidense de Iowa. En el censo de 2020 tenía una población de 49 habitantes y una densidad poblacional de 57,65 habitantes por km². Fue incluido como CDP en el censo de 2020. 

## Geografía
Argo se encuentra ubicado en las coordenadas 41°46′13″N 90°49′35″O / 41.77028, -90.82639. Según la Oficina del Censo de los Estados Unidos,  tiene una superficie total de 0,85 km², todos correspondientes a tierra firme.